# Atletism la Jocurile Olimpice de vară din 2016 - Triplusalt (feminin)
Proba feminină de triplusalt de la Jocurile Olimpice de vară din 2016 a avut loc în perioada 13–14 august la Stadionul Olimpic.

## Formatul competiției
Competiția a avut două etape: una de calificare și finala. În calificări, fiecare atletă a avut dreptul la trei sărituri. Atletele care au trecut peste baremul de calificare s-au calificat direct în finală. Dacă se calificau mai puțin de 12 atlete, tabelul finalei se completa până se ajungea la 12. Pentru finală fiecare atletă a avut dreptul la trei sărituri, după care primele opt clasate au avut dreptul la încă trei sărituri.

## Recorduri
Înaintea acestei competiții, recordurile mondiale și olimpice erau următoarele:
| Record           | Atlet                        | Rezultat | Loc              | Data           |
| ---------------- | ---------------------------- | -------- | ---------------- | -------------- |
| Recordul mondial | Inesa Kraveț (UKR)           | 15,50 m  | Göteborg, Suedia | 10 august 1995 |
| Recordul olimpic | Françoise Mbango Etone (CMR) | 15,39 m  | Beijing, China   | 17 august 2008 |

## Rezultate

### Calificări
Baremul de calificare: 14,30 m (C) sau printre primele 12 săritoare (c)
| Loc | Grupa | Nume                    | Țară                       | #1    | #2    | #3    | Rezultat | Note      |
| --- | ----- | ----------------------- | -------------------------- | ----- | ----- | ----- | -------- | --------- |
| 1   | B     | Caterine Ibargüen       | Columbia                   | 14,52 |       |       | 14,52    | (C)       |
| 2   | A     | Paraskevi Papachristou  | Grecia                     | 13,83 | 14,43 |       | 14,43    | (C)       |
| 3   | B     | Olga Rîpakova           | Kazahstan                  | 14,10 | 14,39 |       | 14,39    | (C)       |
| 4   | B     | Kristin Gierisch        | Germania                   | 13,97 | 13,81 | 14,26 | 14,26    | (c)       |
| 5   | A     | Kristiina Mäkelä        | Finlanda                   | 13,73 | 14,01 | 14,24 | 14,24    | (c), (PB) |
| 6   | B     | Kimberly Williams       | Jamaica                    | 14,19 | 14,03 | 14,22 | 14,22    | (c)       |
| 7   | A     | Yulimar Rojas           | Venezuela                  | 14,21 | 13,79 | 12,89 | 14,21    | (c)       |
| 8   | A     | Hanna Knyazyeva-Minenko | Israel                     | x     | x     | 14,20 | 14,20    | (c)       |
| 9   | B     | Patrícia Mamona         | Portugalia                 | 13,80 | 14,07 | 14,18 | 14,18    | (c)       |
| 10  | B     | Anna Jagaciak-Michalska | Polonia                    | 14,04 | 14,13 | x     | 14,13    | (c)       |
| 11  | A     | Susana Costa            | Portugalia                 | 13,70 | 13,72 | 14,12 | 14,12    | (c)       |
| 12  | B     | Keturah Orji            | Statele Unite ale Americii | x     | 14,08 | x     | 14,08    | (c)       |
| 13  | A     | Jenny Elbe              | Germania                   | 14,00 | 13,85 | 14,02 | 14,02    |           |
| 14  | A     | Shanieka Thomas         | Jamaica                    | 13,95 | 13,95 | 14,02 | 14,02    |           |
| 15  | B     | Christina Epps          | Statele Unite ale Americii | 14,01 | x     | x     | 14,01    |           |
| 16  | A     | Elena Panțuroiu         | România                    | 14,00 | x     | 13,68 | 14,00    |           |
| 17  | B     | Dana Velďáková          | Slovacia                   | 13,74 | 13,98 | x     | 13,98    |           |
| 18  | B     | Olha Saladuha           | Ucraina                    | 13,77 | 13,97 | 13,61 | 13,97    |           |
| 19  | A     | Jeanine Assani Issouf   | Franța                     | 13,51 | x     | 13,97 | 13,97    |           |
| 20  | A     | Yosiri Urrutia          | Columbia                   | 13,67 | 13,95 | x     | 13,95    |           |
| 21  | A     | Andrea Geubelle         | Statele Unite ale Americii | 13,67 | x     | 13,93 | 13,93    |           |
| 22  | B     | Gabriela Petrova        | Bulgaria                   | x     | 13,50 | 13,92 | 13,92    |           |
| 23  | B     | Núbia Soares            | Brazilia                   | x     | 13,81 | 13,85 | 13,85    |           |
| 24  | A     | Keila Costa             | Brazilia                   | x     | 13,62 | 13,78 | 13,78    |           |
| 25  | A     | Liadagmis Povea         | Cuba                       | 13,60 | 13,63 | 13,55 | 13,78    |           |
| 26  | A     | Ruslana Țîkoțka         | Ucraina                    | 13,16 | 13,19 | 13,63 | 13,63    |           |
| 27  | B     | Ana José Tima           | Republica Dominicană       | 13,61 | 13,59 | 13,28 | 13,61    |           |
| 28  | B     | Dariya Derkach          | Italia                     | 13,19 | 13,55 | 13,56 | 13,56    |           |
| 29  | B     | Yekaterina Ektova       | Kazahstan                  | 13,38 | 13,31 | 13,51 | 13,51    |           |
| 30  | B     | Cristina Bujin          | România                    | x     | x     | 13,38 | 13,38    |           |
| 31  | B     | Iryna Vaskouskaya       | Belarus                    | 12,85 | 13,35 | 13,23 | 13,35    |           |
| 32  | A     | Patricia Sarrapio       | Spania                     | 13,35 | x     | x     | 13,35    |           |
| 33  | A     | Irina Ektova            | Kazahstan                  | x     | 13,17 | 13,33 | 13,33    |           |
| 34  | B     | Li Xiaohong             | China                      | 13,30 | x     | 13,25 | 13,30    | (SB)      |
| 35  | A     | Natallia Viatkina       | Belarus                    | x     | 13,14 | 13,25 | 13,25    |           |
| 36  | B     | Joëlle Mbumi Nkouindjin | Camerun                    | 13,11 | 12,33 | 12,58 | 13,11    |           |
| 37  | A     | Thea LaFond             | Dominica                   | 12,82 | x     | x     | 12,82    |           |

### Finala
| Loc | Nume                    | Țară                       | #1    | #2    | #3    | #4                    | #5                    | #6                    | Rezultat | Note |
| --- | ----------------------- | -------------------------- | ----- | ----- | ----- | --------------------- | --------------------- | --------------------- | -------- | ---- |
| 1   | Caterine Ibargüen       | Columbia                   | 14,65 | 15,03 | 14,38 | 15,17                 | 14,76                 | 14,80                 | 15,17    | (SB) |
| 2   | Yulimar Rojas           | Venezuela                  | 14,32 | x     | 14,87 | 14,98                 | 14,66                 | 14,95                 | 14,98    |      |
| 3   | Olga Rîpakova           | Kazahstan                  | 14,73 | 14,49 | 14,52 | 14,20                 | 14,74                 | 14,58                 | 14,74    | (SB) |
| 4   | Keturah Orji            | Statele Unite ale Americii | 14,71 | x     | x     | 14,50                 | 14,40                 | 14,39                 | 14,71    | (AM) |
| 5   | Hanna Knyazyeva-Minenko | Israel                     | 14,25 | 14,39 | 14,32 | 14,68                 | x                     | 14,33                 | 14,68    | (SB) |
| 6   | Patrícia Mamona         | Portugalia                 | 14,39 | 14,14 | 14,45 | 14,42                 | 14,65                 | 14,59                 | 14,65    | (RN) |
| 7   | Kimberly Williams       | Jamaica                    | 14,33 | 14,48 | x     | 14,38                 | x                     | 14,53                 | 14,53    |      |
| 8   | Paraskevi Papachristou  | Grecia                     | 14,26 | 14,19 | x     | 14,04                 | 13,99                 | 13,81                 | 14,26    |      |
| 9   | Susana Costa            | Portugalia                 | x     | x     | 14,12 | Nu a mers mai departe | Nu a mers mai departe | Nu a mers mai departe | 14,12    |      |
| 10  | Anna Jagaciak-Michalska | Polonia                    | 14,07 | x     | 13,84 | Nu a mers mai departe | Nu a mers mai departe | Nu a mers mai departe | 14,07    |      |
| 11  | Kristin Gierisch        | Germania                   | 13,65 | 13,96 | x     | Nu a mers mai departe | Nu a mers mai departe | Nu a mers mai departe | 13,96    |      |
| 12  | Kristiina Mäkelä        | Finlanda                   | x     | 13,95 | 13,70 | Nu a mers mai departe | Nu a mers mai departe | Nu a mers mai departe | 13,95    |      |

## Legendă
RA Record african | AM Record american | AS Record asiatic | RE Record european | OCRecord oceanic | RO Record olimpic | RM Record mondial | RN Record național | SA Record sud-american | RC Record al competiției | DNF Nu a terminat | DNS Nu a luat startul | DS Descalificare | EL Cea mai bună performanță europeană a anului | PB Record personal | SB Cea mai bună performanță a sezonului | WL Cea mai bună performanță mondială a anului